# Jill Rosemary Webster
Jill Rosemary Webster (Londres, 29 de setembre 1931-Toronto, 2025) fou una lingüista i catalanòfila anglesa, catedràtica de castellà i portuguès a la universitat de Toronto. Eiximenista.
Llicenciada en hispàniques per la Universitat de Liverpool, en història a la Universitat de Londres i doctora en llengües i literatures hispàniques a la Universitat de Toronto, on va ser professora de llengua i literatura castellana i portuguesa. Hi va dirigit el Centre d'Estudis Medievals. Va estudiar l'anarquisme ibèric, i fou una especialista en la figura i obra de Francesc Eiximenis; va publicar diverses investigacions sobre els franciscans i els ordes mendicants de la Corona d'Aragó en el segle xiv. Membre de la North American Catalan Society, el 1996 ingressà a la secció Històrico-Arqueològica de l'Institut d'Estudis Catalans. El 1999 va rebre la creu de Sant Jordi.

## Obres
- La societat catalana al segle XIV (1967)
- Excerpts from the Works of Francesc Eiximenis (1982)
- Per Déu o per diners: els mendicants i el clergat al País Valencià (1998)
- Carmel in medieval Catalonia (1999)[5]
- Els franciscans catalans a l'Edat Mitjana (2001)[6]